# Baptiste Rossi
Pour les articles homonymes, voir Rossi.
Baptiste Rossi, né le 29 janvier 1994 à Toulon (Var) est un écrivain et haut-fonctionnaire français.

## Biographie

### Famille et formation
Fils d'une mère enseignante et d'un père agent de maîtrise chez EDF, il grandit à La Londe-les-Maures avant d'entrer au lycée Henri IV, à Paris, où il remporte plusieurs prix au concours général en 2010,  puis en 2011. Après une hypokhâgne dans ce même lycée, il poursuit ses études à Sciences-Po Paris. En décembre 2019, il est admis au concours externe de l'École nationale d'administration et intègre la promotion Aimé-Césaire. 

### Carrière
Le journal Libération décrit Baptiste Rossi comme collaborateur régulier de La Règle du jeu, la revue fondée par Bernard-Henri Lévy. 
À sa sortie d'école, il est affecté au tribunal administratif de Cergy-Pontoise. 
En septembre 2022, il est nommé conseiller discours du président Emmanuel Macron, sous la recommandation de Bernard-Henri Lévy.
Il publie un premier roman La Vraie vie de Kevin, à propos de la téléréalité, en 2014 , puis un deuxième roman, Le Roi du sud, en 2017.
Il est lauréat de la Fondation Jean-Luc Lagardère en 2017.

## Publications
- 2014 : La vraie vie de Kevin, éditions Grasset, (ISBN 2246811759)
- 2017 : Le Roi du sud, éditions Grasset, (ISBN 2246854555) [11]